# 法国-塔希提战争

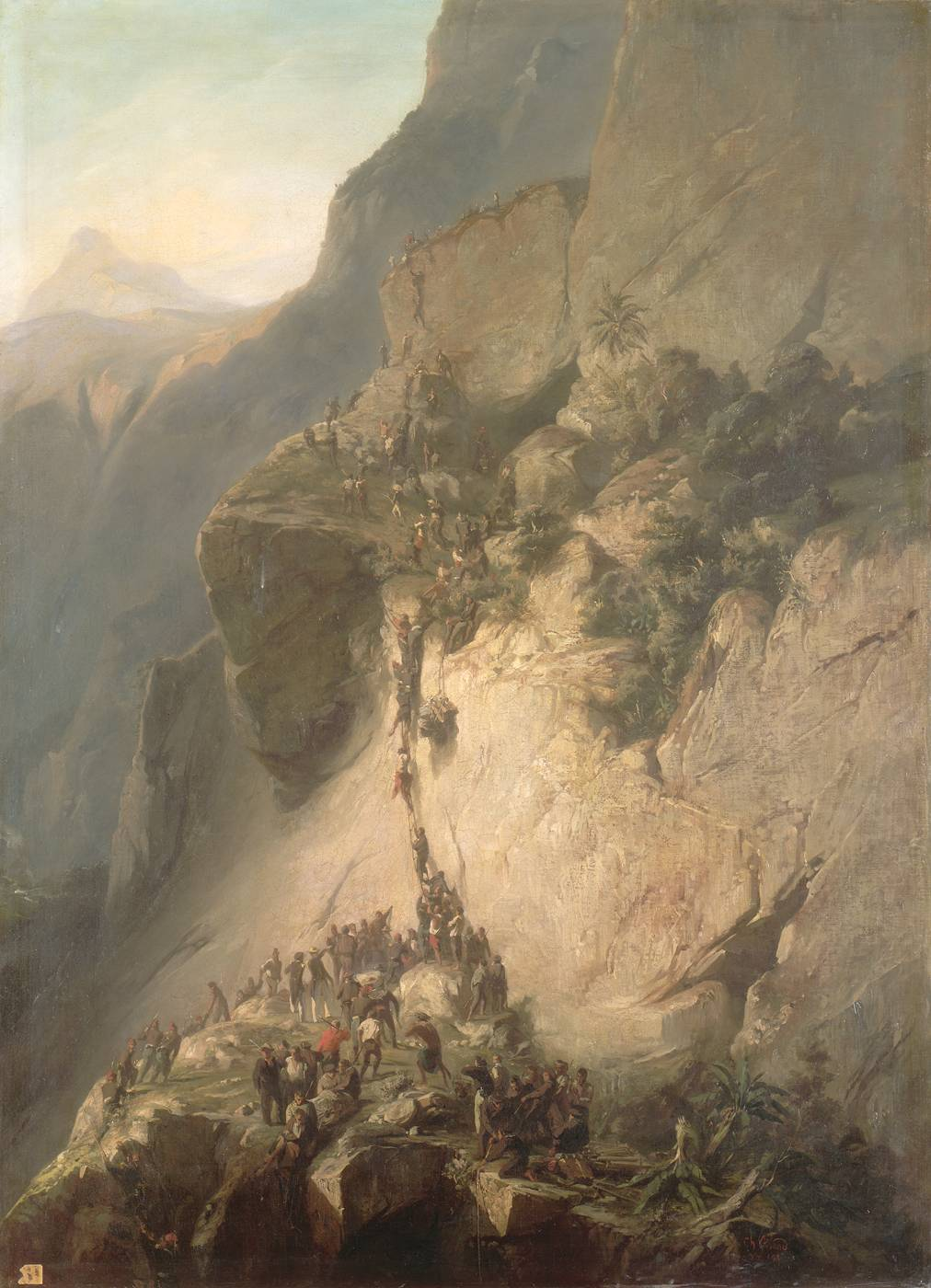
法国—塔希提战争

法国-塔希提战争（法語：Guerre franco-tahitienne）是法國七月王朝与塔希提王国在社會群島爆发的冲突。
1844年—1847年，法国军队在塔希提岛与塔希提王國军队交战。塔希提王國军队被迫撤退到岛上的山区，並對法軍發動游击战。塔希提王國军队最后一座據點于1846年底被法國攻占。